# Deutsches Tischtennis-Zentrum
Das Deutsche Tischtennis-Zentrum (DTTZ) ist ein Sportinternat speziell für Tischtennisspieler. Es ist eine zentrale Fördereinrichtung des Deutschen Tischtennis-Bundes DTTB. Seit 2006 befindet sich das DTTZ in Düsseldorf.
Hier werden Jugendliche, die für den Tischtennissport talentierte Ansätze zeigen, mit Mindestalter von 12 Jahren gefördert. Die Jugendlichen leben im DTTZ und besuchen lokale Partnerschulen.
Daneben gibt es noch die Form des Teilzeitinternats. Hier sind die Teilnehmer nur an einem Tag pro Woche anwesend und absolvieren ein Trainingspensum. An diesem Tag sind sie von der Schule, die sie ansonsten hauptsächlich besuchen, freigestellt.

## Idee und Nutzung
Laut Vertrag mit den Eltern gilt es, für die Jugendlichen

„die Voraussetzungen für eine harmonische Entwicklung des Leistungstrainings in Verbindung mit einem geordneten Ablauf der Schul-, Studien- und Berufsausbildung zu schaffen“

Die Idee geht zurück auf den Franzosen Charles Roesch, den damaligen Bundestrainer. Ziel ist es, die Jugendlichen möglichst an die Weltspitze heranzuführen. Unterstützt wurde das Konzept Mitte der 1980er Jahre von Hans Wilhelm Gäb, seinerzeit DTTB-Präsident, Jochen Leiß und Eva Jeler. Das erste DTTZ wurde 1985 in Duisburg gegründet. 1987 übersiedelte es nach Heidelberg, 2006 nach Düsseldorf.
Genutzt wird das DTTZ zu Trainingszwecken als
- Bundesstützpunkt für Damen und Herren (auch ausländische Trainingspartner)
- Vollzeitinternat des Deutschen Tischtennis-Bundes DTTB
- Landesleistungszentrum des Westdeutschen Tischtennisverbandes WTTV
- Teilzeitinternat des WTTV
- Zentraler Lehrgangsort des DTTB und WTTV
- Individualmaßnahmen, etwa zur Projektförderung
- Paralympischer Trainingsstützpunkt (PTS) seit 2013

## Osnabrück
Für das erste TT-Leistungszentrum wurde der Grundstein am 18. September 1969 in Osnabrück zwischen der Iburger Straße und dem Schölerberg gelegt. Der damalige DTTB-Präsident Dieter Mauritz formulierte, das Zentrum sei „ein echtes Anliegen des DTTB, der für seine Spitzensportler eine Stätte benötige, wo sie ihre Fähigkeiten weiter steigern könnten“.

## Duisburg
Ein weiteres DTTZ wurde am 4. Februar 1985 eröffnet. Es befand sich auf dem Gelände der Sportschule Wedau. Hauptamtlicher Trainer war Martin Ostermann, pädagogischer Leiter Bruno Dünchheim (* 1953; † 2010). Unterstützt wurde der Trainingsbetrieb durch die zeitweise Anwesenheit der Trainer Charles Roesch, Eva Jeler, Istvan Korpa und Klaus Schmittinger sowie durch den Chinesen Li Xian-Jue ("Mr. Li"). Die Ausbildung brachte mehrere spätere Nationalspieler hervor, etwa Jörg Roßkopf, Steffen Fetzner, Nicole Struse und Cornelia Faltermaier.
Im September 1987 zog das DTTZ nach Heidelberg um.

## Heidelberg
Unter dem Namen Bundesleistungszentrum wurde das Zentrum Anfang 1972 eröffnet, um neben Tischtennis die Sportarten Schwimmen, Volleyball und Basketball zu fördern. Unter der Leitung von Ulrich Nimbs residierte das DTTZ bis Herbst 2006 in Heidelberg. Man versprach sich hier bessere Wohn- und Trainingsmöglichkeiten als in Duisburg. Es diente auch als Olympiastützpunkt. 2006 erfolgte der Umzug nach Düsseldorf.

## Düsseldorf

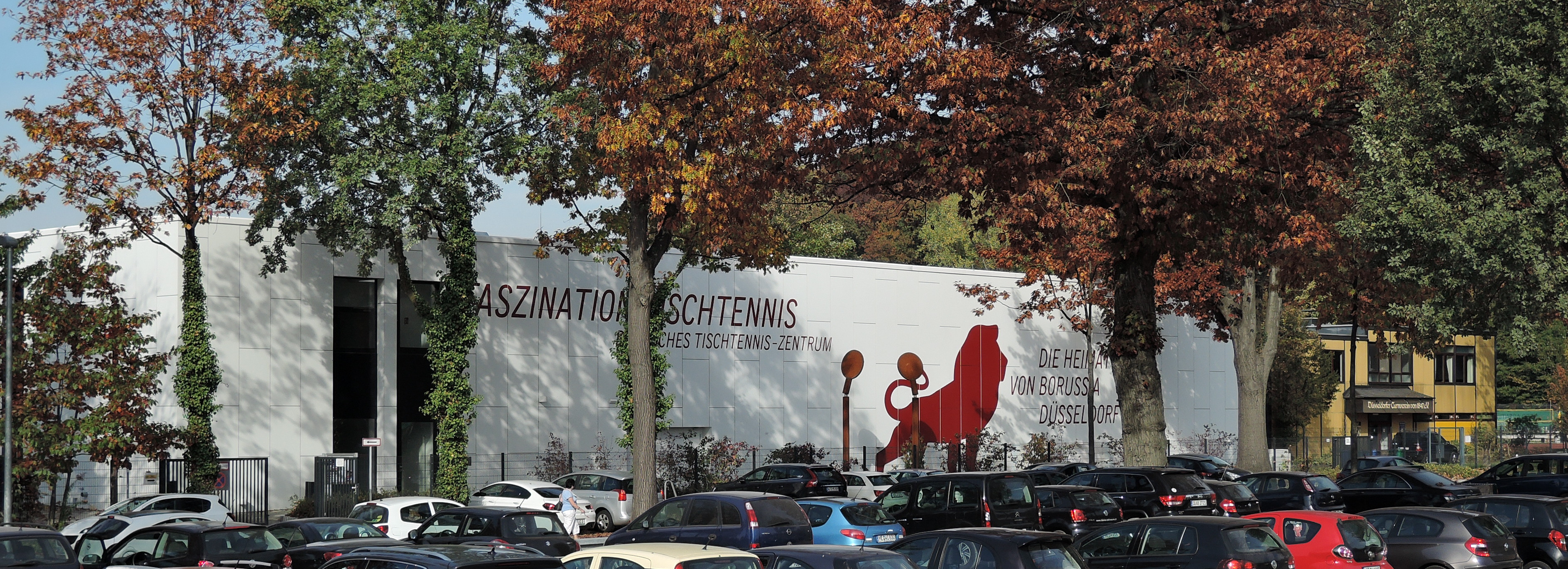
DTTZ in Düsseldorf

Das DTTZ in Düsseldorf wurde am 19. Oktober 2006 eröffnet. Es wurde neu erbaut, die 5,8 Millionen Euro Baukosten zahlten der Bund, das Land Nordrhein-Westfalen und die Stadt Düsseldorf. Zusätzlich genutzt wird es nun auch vom Westdeutschen Tischtennisverband WTTV als Landesleistungszentrum und Teilzeitinternat sowie für Lehrgänge. Zudem führt der Bundesligaverein Borussia Düsseldorf hier Trainingseinheiten durch.